# Nordic Semiconductor
Nordic Semiconductor est un fabricant de composants électroniques norvégien dans le domaine des semi-conducteurs.
Les principales séries de semi-conducteurs basées sur l'architecture de processeur (ISA) ARM de type RISC sont les SoC nRF51, nRF52, nRF53, tandis-que la série nRF91 est spécialisée sur les réseaux courte-portée.
La société fabrique notamment le nRF52832, un SoC utilisant un processeur ARM Cortex-M4 et un FPU, utilisé dans la montre intelligente PineTime de Pine64.